# Абдул Халім Шарар
Абдул Халім Шарар (*4 вересня 1860 —1926) — індійський письменник, поет, драматург, історик. Складав твори мовою урду.

## Життєпис
Походив з мусульманської релігійної родини з Лакхнау. Син Хакіма Таффазула Хусейна, мавлаві, який був при дворі Ваджіда Алі Шаха, набоба Ауда. У 1869 році родина перебирається до Калькути. Тут Шарар вивчив англійську, арабську та перську мови, логіку, знайомився з досягнення західної та перської літератури. Згодом намагався здобути професію медика, втім невдало. Починає співрпацювати з газетою «Авад Пундж». У 1877 році Шарар разом з батьками повератється до Лакхнау.
У 1879 році, через рік після одруження на дочці дядька по матері вирушив до Делі, де отримав посаду мавлаві. Також продовжував вдосконалювати англійську мову. У 1880 році запрошується для роботи в газеті «Авад Лакхану», де працював до 1884 року. З середини 1880-х років починає професійно займатися літературною діяльністю. У 1890—1891 роках видава літературний журнал «Ділгудаз», який було закрито через фінансові труднощі.
Після цього переїздить до Хайдарабаду на службу до нізама (місцевого володаря), де перебував до 1899 року. У 1900—1901 роках на деякий час повертається до рідного міста, де плідно працює. У 1901 році Шарар знову на службу у правителя хайдарабада, з якої звільняється у 1903 році й повертається до Лакхнау. Втім вже у 1907 році вступає до Департаменту совіти Хайдарабаду. У 1910 році деякий час знову мешкає у Лакхнау, втім наступного року повертається до Хайдарабаду. У 1926 року переїхав до Лахнау, де невловзі помер.

## Творчість
У доробку Шара є романи, 1 драма, 1 велика поема «Мара», які складені мовою урду. Найбільш відомий як автор історичних романів (усього їх 14). Вони відрізняють ідеалізацією минулого мусульман, протиставлення їх європейським завойовникам, вірою в освіченого володаря, в перемогу розуму і сучасної наукової думки.
Найвідоміші романи: «Малик уль-Азіз і Варджана» (1888 рік), «Хасан і Анджеліка» (1889 рік), «Мансур і Мохан» (1890 рік), «Флора Флорінда» (1897 рік), «Рай на землі» («Фірдаус-е пан», 1899 рік), «Падіння Багдаду» («Завал-е Багдад», 1912 рік). Єдиним значним романом є «Ага Садік Барак» 1907 року.
Крім того він автором значного історичного твору «Гузішта Лакхнау», в якому міститься численні матеріали щодо розвитку міста та його кільтури. У доробку є також «Історія Сінду».
Автор біографій відомих суфіїв минулого Хазрата Абу Бакра Шіблі та Хазраьа Джунайда Багдаді.